# 冼嘉俐
冼嘉俐（英語：Jiali Xian，1989年5月18日—），出生於廣東省佛山人，現時為廣東廣播電視台珠江頻道主持人及藝員。

## 生平
冼嘉俐自小學習各種舞蹈，高中开始接受正规声乐训练，其中用开关改装成钢琴键盘，製作成《音乐技女，弹奏最不可思议的拜年歌！》，被稱為「音樂技女」，2008年畢業於星海音乐学院。2010年，她參加了世界小姐广东赛区总决赛最佳人气奖。2011年，參加了由湖南衛視舉辦《快乐女声》長沙區，排名為50强。
2013年，冼嘉俐參演《外來媳婦本地郎》飾演「康圓圓」，為荔灣人家家庭旅館服務員，雖然是來自陽江的大企業千金，但不願意回家繼承家業。

## 連結
- 冼嘉俐的新浪微博